# Peter Cornelius (operasanger)
 Der er flere personer med dette navn, se Peter Cornelius.
Laurits Peter Cornelius (født 4. januar 1865 på Labjerggaard ved Asminderød, død 30. december 1934 i Snekkersten) var en dansk operasanger (tenor).
Han debuterede som baryton i 1892 på Det Kongelige Teater som Escamillo i Carmen. Derefter lagde han sin stemme om til tenor og debuterede som sådan i 1899 som styrmanden i Den flyvende Hollænder. Cornelius var en af sin tids efterspurgte Wagner-tenorer, og han sang i 1906 ved Wagnerfestspillene i Bayreuth partiet Siegmund i Valkyrien. I London var han i perioden 1907-14 engageret til opførelserne af Nibelungens Ring under dirigenten Hans Richter (1843-1916). I Danmark kunne han opleves som Kong Erik i Drot og Marsk og Jonathan ved uropførelsen af Saul og David i 1902.
Han blev udnævnt til kongelig kammersanger i 1907, blev Ridder af Dannebrog 1906, Dannebrogsmand 1914 og modtog Fortjenstmedaljen i guld 1924.
Cornelius indspillede i perioden 1904-15 mere end 100 fonografvalser og grammofonplader med danske sange og operaarier.